# Kermaria-Sulard
Kermaria-Sulard település Franciaországban, Côtes-d’Armor megyében. Lakosainak száma 1106 fő (2022. január 1.). Kermaria-Sulard Camlez, Coatréven, Louannec, Rospez, Trélévern és Trézény községekkel határos.

## Népesség
A település népességének változása:
| Lakosok száma | 478  | 632  | 648  | 911  | 994  | 1041 | 1049 | 1067 | 1074 | 1106 |
|               | 1968 | 1982 | 1990 | 2006 | 2013 | 2015 | 2017 | 2019 | 2020 | 2022 |